# Спиридонов Андрій Володимирович
Андрій Володимирович Спиридонов (рос. Андрей Владимирович Спиридонов; народився 21 травня 1982 у м. Усть-Каменогорську, СРСР) — казахський хокеїст, центральний нападник. Виступає за ХК «Астана» у Казахстанській хокейній лізі. 
Вихованець хокейної школи «Торпедо» (Усть-Каменогорськ). Виступав за «Торпедо» (Усть-Каменогорськ), «Барис» (Астана). 
У складі національної збірної Казахстану учасник чемпіонатів світу 2006, 2008 (дивізіон I), 2009 (дивізіон I), 2010 і 2012. У складі молодіжної збірної Казахстану учасник чемпіонатів світу 2001 і 2002 (дивізіон I). У складі юінорської збірної Казахстану учасник чемпіонату Європи 2000 (дивізіон I).
Досягнення
- Чемпіон Казахстану (2001, 2004, 2005, 2007).